# Mark Moran
Mark Moran est un réalisateur de films et un ancien concepteur de jeux vidéo. Il était le programmeur de fil et le concepteur technique du jeu vidéo The Last Express et un producteur du court métrage Chavez Ravine: A Los Angeles Story, primé dans de nombreux festivals.

## Filmographie
- 2019 : Simetierre (Pet Sematary) de Kevin Kölsch et Dennis Widmyer (producteur)